# Gouden Koets (Verenigd Koninkrijk)

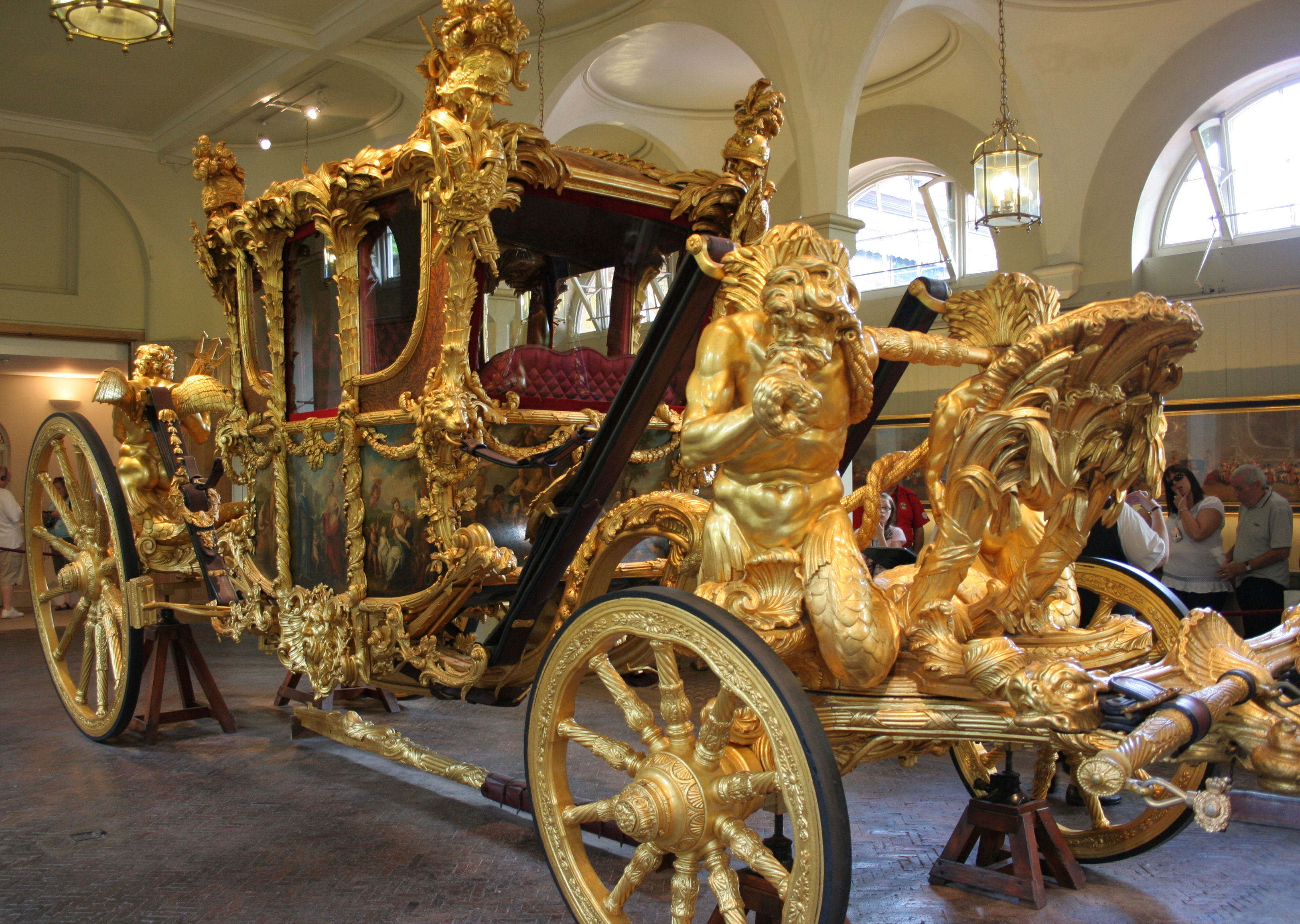
De Gouden Koets

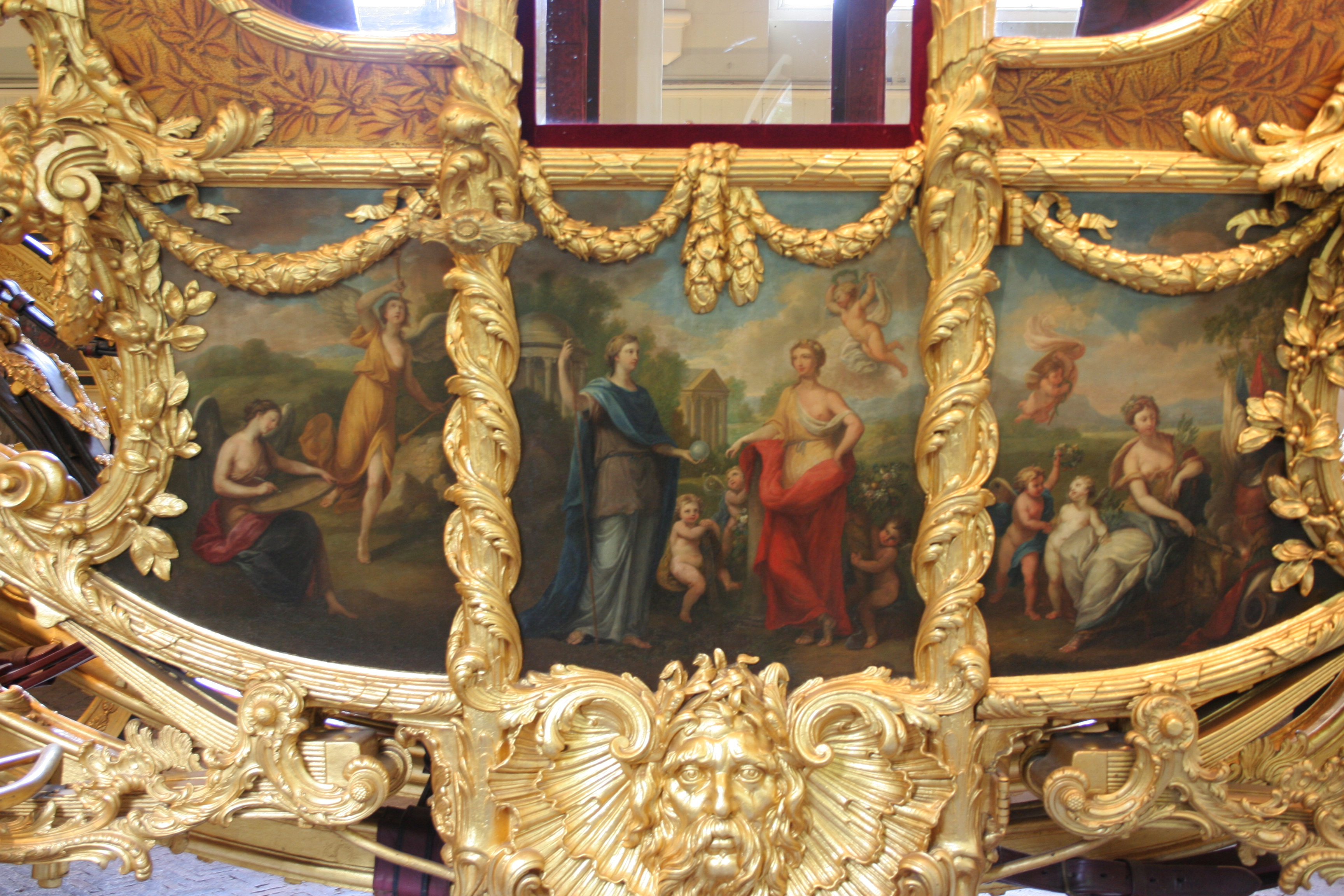
Schilderwerk van Cipriani

De Gouden Koets (Engels: Gold State Coach) is een koets die wordt gebruikt door de Britse koninklijke familie. 
De koets werd gemaakt in de werkplaats van Samuel Butler in Londen in opdracht van George III, die de koets wilde gebruiken voor zijn kroning. Het rijtuig was echter niet op tijd gereed en werd voor het eerst gebruikt bij de opening van het Britse parlement op 25 november 1762. Het is daarmee ruim 100 jaar ouder dan de Nederlandse Gouden Koets. De koets is gebruikt voor de kroning van elke Britse koning(in) sinds George IV (1821). Ook bij de kroning van Elizabeth II in 1953, bij haar zilveren jubileum (1977) en haar gouden jubileum (2002) werd de Gouden Koets ingezet.
De koets weegt vier ton, is 7,3 meter lang en 3,7 meter hoog. Hij is verguld en is rijk voorzien van beeldhouwwerk. Op het dak staan drie cherubijnen symbool voor Engeland, Ierland en Schotland. De vier tritonen op de hoeken van de koets staan voor de keizerlijke macht. Het schilderwerk op de panelen is van de hand van de Italiaanse kunstschilder Giovanni Battista Cipriani.
De koets wordt getrokken door acht paarden. Vroeger zat er een koetsier op de bok, tegenwoordig wordt de koets geleid door ruiters aan beide kanten. Wanneer de koets niet wordt gebruikt, is hij te bezichtigen in de koninklijke stallen van Buckingham Palace.